# Château de la Lande (Vallon-en-Sully)
Pour les articles homonymes, voir Château de la Lande.
Le château de la Lande est un château situé à Vallon-en-Sully, en France.

## Localisation
Le château est situé sur la commune de Vallon-en-Sully, dans le département de l'Allier, en région Auvergne-Rhône-Alpes, sur la rive droite du Cher, près du confluent avec l'Aumance.

## Description
Le château a la forme d'un logis rectangulaire flanqué de tours carrées. Il est entouré de fossés.

## Historique
Le château, construit aux XVe et XVIe siècles, a été acheté en 1714 par Pierre Raby, marchand de soieries de Montluçon. Ses descendants en ont pris le nom. Il est passé à la famille Tabouët par le mariage, en 1841, de Virginie Raby de La Lande avec Amable Tabouët.
L'édifice est inscrit au titre des monuments historiques en 1983.